# Attilio Bolzoni
Attilio Bolzoni (Santo Stefano Lodigiano, 20 settembre 1955) è un giornalista italiano, che scrive su Domani, occupandosi prevalentemente di criminalità mafiosa.

## Biografia
Giornalista professionista dal 1983, ha vissuto a Palermo dal 1979 al 2004.
Ha iniziato collaborando con il quotidiano L'Ora per la cronaca nera. Corrispondente da Palermo di Repubblica dal 1982, fu arrestato nel 1988 insieme al collega Saverio Lodato de L'Unità per aver pubblicato le rivelazioni del pentito Antonino Calderone, violando il segreto istruttorio. Furono assolti nel 1991 dall'accusa di peculato e amnistiati per quella di rivelazioni del segreto istruttorio.
Nel 1995 ha scritto con Giuseppe D'Avanzo La giustizia è cosa nostra (libro ripubblicato nel 2019 da Glifo Edizioni) dedicato al giudice Corrado Carnevale, accusato di aver "aggiusta[to] i processi per conto di Cosa nostra" e poi assolto con formula piena dalla Corte di cassazione. L'anno successivo i due giornalisti hanno scritto Rostagno: un delitto tra amici, dedicato all'omicidio di Mauro Rostagno, uno dei fondatori di Lotta Continua. Entrambi i libri sono stati pubblicati da Arnoldo Mondadori Editore.
Nel 2004 è stato uno degli sceneggiatori della miniserie televisiva Paolo Borsellino. Quell'anno è stato inviato per il suo giornale in Iraq.
Nel 2007 ha scritto, di nuovo assieme a Giuseppe D'Avanzo, Il Capo dei capi, su Totò Riina, pubblicato da BUR - Rizzoli. Dal libro è stata tratta la fiction tv omonima.
Nel 2008 ha pubblicato sempre con BUR Parole d'onore in cui racconta storie di Cosa nostra tramite le voci stesse dei mafiosi. Di questo è stato realizzato anche uno spettacolo teatrale.
Nel 2009 ha ricevuto il Premio "È giornalismo" perché "da più di trent'anni racconta la Sicilia e la mafia".
Nel 2012 ha scritto, per Zolfo Editore, Uomini Soli: Pio La Torre, Carlo Alberto Dalla Chiesa, Giovanni Falcone e Paolo Borsellino nel quale parla della vita dei quattro citati nel titolo.
Nel 2019, sempre con Zolfo, scrive Il Padrino dell'Antimafia, e nel 2023, Controvento.
Nel 2014 insieme a Massimo Cappello, è autore del docufilm Silencio, prodotto da Associazione stampa romana, Fondazione Musica per Roma, Sky e la Repubblica.
Il 1º gennaio 2021 inizia a collaborare con Domani, lasciando dopo 41 anni la Repubblica.

## Opere
- Il capo dei capi. Vita e carriera criminale di Totò Riina, con Giuseppe D'Avanzo, Milano, A. Mondadori, 1993. ISBN 88-04-37449-7; Milano, BUR, 2007. ISBN 978-88-17-01924-8.
- La giustizia è cosa nostra. Il caso Carnevale tra delitti e impunità, con Giuseppe D'Avanzo, Milano, A. Mondadori, 1995. ISBN 88-04-38547-2 (Nuova edizione Glifo Edizioni, Palermo, 2019)
- Rostagno. Un delitto tra amici, con Giuseppe D'Avanzo, Milano, Mondadori, 1997. ISBN 88-04-42508-3.
- C'era una volta la lotta alla mafia, con Saverio Lodato, Milano, Garzanti, 1998. ISBN 88-11-73865-2.
- Diario palermitano. Venti anni di cronache in fondo all'Italia, in Identità, diritti, economia, legalità. L'esperienza siciliana di contrasto del crimine e promozione dei diritti umani, Milano, Angeli, 2003. ISBN 88-464-4472-8.
- Parole d'onore, Milano, BUR Futuropassato, 2008. ISBN 978-88-17-02505-8.
- Attilio Bolzoni, Marco Gambino Parole d'onore. Teatro, Palermo, Glifo Edizioni, 2014, ISBN 978-88-98741-02-1
- Prefazione a Davide Carlucci e Giuseppe Caruso, A Milano comanda la 'Ndrangheta. Come e perché la criminalità organizzata ha conquistato la capitale morale d'Italia, Milano, Ponte alle Grazie, 2009. ISBN 978-88-7928-995-5.
- Faq mafia, Milano, Bompiani, 2010. ISBN 978-88-452-6491-7.
- Prefazione a Giacomo Di Girolamo, L'invisibile. Matteo Messina Denaro, Roma, Editori Riuniti, 2010. ISBN 978-88-359-9021-5.
- Prefazione a Alessandro Zardetto, H2oro. Le mani di pochi sul bene di tutti, Roma, Castelvecchi, 2011. ISBN 978-88-7615-516-1.
- Uomini soli. Palermo: i destini incrociati di La Torre e Dalla Chiesa, Falcone e Borsellino, con Paolo Santolini, con DVD, Roma, la Repubblica, 2012.
- Uomini soli. Pio La Torre e Carlo Alberto Dalla Chiesa, Giovanni Falcone e Paolo Borsellino, Milano, Melampo editore, 2012. ISBN 978-88-89533-69-7.
- Prefazione a Napoleone Colajanni, Nel regno della Mafia. [La prima denuncia di una trattativa lunga un secolo], Milano, Bur, 2013. ISBN 978-88-17-06341-8.
- Postfazione a Francesco Viviano, Io, killer mancato, Milano, Chiarelettere, 2014. ISBN 978-88-6190-633-4.
- La scomparsa del Caravaggio, Palermo, Glifo Edizioni, 2016, ISBN 978-88-98741-20-5
- La Mafia dopo le stragi, da un'idea di Attilio Bolzoni, Melampo, 2018, ISBN 978-88-98231-84-3
- La giustizia è Cosa Nostra, con Giuseppe D'Avanzo, Palermo, Glifo Edizioni, 2019, ISBN 978-88-98741-46-5
- Il Padrino dell'Antimafia, Zolfo editore, 2019 ISBN 978-88-32206-00-5.